# Siffridus de Ponte
Siffridus de Ponte, Amtsbezeichnung  magister consulum, war Bürgermeister der Stadt Brilon von 1250 bis 1258.
Bei Stadtfehden stand der Bürgermeister der städtischen Streitmacht vor, auch hatte er das Recht zur Begnadigung von harten Verurteilungen durch das Stadtgericht bei Straftaten. Er konnte bei Todesstrafe begnadigen.